# Antilochus (genus)
Antilochus is een geslacht van wantsen uit de familie van de Pyrrhocoridae (Vuurwantsen). Het geslacht werd voor het eerst wetenschappelijk beschreven door Stål in 1863.

## Soorten
Het genus bevat de volgende soorten:

- Antilochus boerhaviae (Fabricius, 1794)
- Antilochus coqueberti (Fabricius, 1803)
- Antilochus nigripes (Burmeister, 1835)
- Antilochus nigrocruciatus (Stål, 1855)
- Antilochus reflexus Stål, 1863
- Antilochus russus Stal, 1863